# Adam Smolarczyk
Adam Smolarczyk (ur. 12 maja 1994 w Tarnowskich Górach) – polski siatkarz, grający na pozycji przyjmującego.

## Sukcesy klubowe

### młodzieżowe
Turniej Nadziei Olimpijskich:
- 2009

Mistrzostwa Polski Kadetów:
- 2010, 2011

Mistrzostwa Polski Juniorów:
- 2012, 2013

Młoda Liga:
- 2013

### seniorskie
Superpuchar Polski:
- 2019

## Nagrody indywidualne
- 2011: Najlepszy przyjmujący Mistrzostw Polski Kadetów